# ミャンマーの都市の一覧

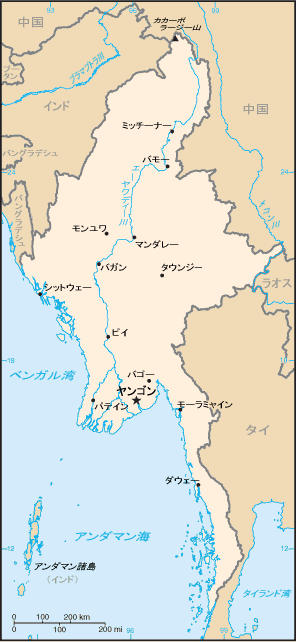
ミャンマーの地図

ミャンマーの都市の一覧。

## 上位12都市(2014年)
| 順位 | 都市           | 2014年統計 | 州・地方域         | 備考             |
| ---- | -------------- | ---------- | ------------------ | ---------------- |
| 1.   | ヤンゴン       | 5,209,541  | ヤンゴン地方域     | 旧首都(～2006年) |
| 2.   | マンダレー     | 1,225,133  | マンダレー地方域   |                  |
| 3.   | ネピドー       | 1,158,367  | ネピドー連邦領     | 首都(2006年～)   |
| 4.   | モーラミャイン | 491,130    | モン州             |                  |
| 5.   | タウンジー     | 380,665    | シャン州           |                  |
| 6.   | モンユワ       | 371,963    | ザガイン地方域     |                  |
| 7.   | メイッティーラ | 309,465    | マンダレー地方域   |                  |
| 8.   | パテイン       | 286,684    | エーヤワディ地方域 |                  |
| 9.   | ミェイク       | 284,037    | タニンダーリ地方域 |                  |
| 10.  | バゴー         | 288,120    | バゴー地方域       |                  |
| 11.  | ピイ           | 251,145    | バゴー地方域       |                  |
| 12.  | シットウェ     | 149,348    | ラカイン州         |                  |

## その他の都市
- アランミョー（en:Myede）（Allanmyo）
- バガン（en:Bagan）
- バモー（en:Bhamo）
- ボガレイ（en:Bogale）
- チャウ（en:Chauk）
- ダウェイ（en:Dawei）(Tavoy)
- ハッカ (ミャンマー)（en:Hakha）
- パアン（en:Hpa-An）
- ヘンザダ（en:Hinthada）、(Henzada)
- カレーミョ（en:Kalaymyo）
- チャイントン（en:Kengtung Township）、ケントゥン
- チャイクレ（en:Kyaiklat）
- チェウセ（en:Kyaukse）
- ラーショー（en:Lashio）
- ロイコー（en:Loikaw）
- マグウェ（en:Magway, Burma）
- マウビン（en:Ma-ubin）
- メルギー（en:Myeik, Burma）、メェイ(Myeik)、
- ミンブー（en:Minbu）
- モーゴウ（en:Mogok）
- ムドン（en:Mudon）
- ミンジャン（en:Myingyan）
- ミッチーナー（en:Myitkyina）
- パコック（en:Pakokku）
- プーターオ（en:Putao）
- ピャーポン（en:Pyapon）
- ピン・ウー・ルウィン（en:Pyin Oo Lwin）
- ピンマナ（en:Pyinmana）
- サガイン（en:Sagaing）
- シュウェボ（en:Shwebo）
- タウンインヂー（en:Taungdwingyi）
- タウングー（en:Taungoo）
- シリアム（en:Thanlyin）、(Syriam)
- ターラーワディー（en:Tharrawaddy, Burma）
- タトン（en:Thaton）
- タエッミョー（en:Thayetmyo）
- トングワ（en:Thongwa Township）
- ヤメティン（en:Yamethin）
- イェー（en:Ye, Mon State）
- イェナンジャウン（en:Yenangyaung）